# Gingergrundsbådan
Gingergrundsbådan är en ö i Finland. Den ligger i Norra kvarken och i kommunen Korsholm i den ekonomiska regionen  Vasa i landskapet Österbotten, i den västra delen av landet. Ön ligger omkring 12 kilometer nordväst om Vasa och omkring 380 kilometer nordväst om Helsingfors. Gingergrundsbådan ligger sydväst om en större ö, Gingergrund, och sydost om Replotbron.
Öns area är 0,5 hektar och dess största längd är 150 meter i nord-sydlig riktning.